# Hiperdeterminante
Em álgebra, hiperdeterminante é uma generalização do determinante. Onde um determinante é um valor escalar de uma função definida numa matriz quadrada nxn. Um hiperdeterminante é definida como um vetor multidimensional de números ou hipermatriz. Como um determinante, o hiperdeteriminante é um polinômio homogêneo com coeficientes inteiros nos elementos da hipermatriz. Há muitas outras propriedades dos determinantes generalizados como hiperdeterminantes, porém não como um determinante, o hiperdeterminante não tem uma simples interpretação geométrica em termos de volumes. Ao invés de mais comumente ser definido como um discriminante para um ponto singular num conjunto escalar.
A notação para determinantes é estendida para hiperdeterminantes sem mudanças ou ambiguidades. Desde que o hiperdeterminante de uma hipermatriz A pode ser escrito usando uma notação com barras verticais como |A| ou então det(A).
O texto-padrão moderno para hiperdeterminantes é "Discriminants, Resultants and Multidimensional Determinants", de Gel'fand, Kapranov e Zelevinsky[2] referido a partir de agora como GKZ. Suas notações e terminologias serão seguidas aqui.

## Hiperdeterminante de Cayley
No caso especial de uma hipermatrix 2x2x2, o hiperdeterminante é conhecido como hiperdeterminante de Cayley após o matemático britânico Arthur Cayley tê-lo descoberto. A expressão quártica para o hiperdeterminante de Cayley de uma hipermatriz A com componentes aijk, i,j,k = 0 ou 1 é dado por
det(A) = a0002a1112 + a0012a1102 + a0102a1012 + a1002a0112
- 2a000a001a110a111 - 2a000a010a101a111 - 2a000a011a100a111 - 2a001a010a101a110 - 2a001a011a110a100 - 2a010a011a101a100
+ 4a000a011a101a110 + 4a001a010a100a111
Esta expressão atua como um discriminante no sentido que é igual a zero se e somente se há uma solução não trivial em seis incógnitas xi, yi, zi, (com índice sobrescrito i = 0 or 1) do sistema com o seguinte modelo de equações
a000x0y0 + a010x0y1 + a100x1y0 + a110x1y1 = 0
a001x0y0 + a011x0y1 + a101x1y0 + a111x1y1 = 0
a000x0z0 + a001x0z1 + a100x1z0 + a101x1z1 = 0
a010x0z0 + a011x0z1 + a110x1z0 + a111x1z1 = 0
a000y0z0 + a001y0z1 + a010y1z0 + a011y1z1 = 0
a100y0z0 + a101y0z1 + a110y1z0 + a111y1z1 = 0
O hiperdeterminante pode ser escrito de uma forma mais compacta usando a notação de Einstein para somatórios com índices e o símbolo de Levi-Civita, onde tal é um tensor de densidade com componentes εij especificado por  ε00 = ε11 = 0, ε01 = -ε10 = 1:
bkn = (1/2)εilεjmaijkalmn
det(A) = (1/2)εilεjmbijblm
Usando a mesma convenção nós podemos definir uma forma multilinear.
f(x,y,z) = aijkxiyjzk
Então o hiperdeterminante é zero se e somente se há um ponto não-trivial onde todas as derivadas de f desaparecem.